# Infrared Spatial Interferometer
Das Infrared Spatial Interferometer (ISI) ist ein bildgebendes Interferometer zur astronomischen Beobachtung, das aus drei gekoppelten 1,65 m durchmessenden Spiegelteleskopen besteht. Es befindet sich am Mount-Wilson-Observatorium und wurde von dem Space Sciences Lab der University of California, Berkeley unter Leitung von Charles Townes entwickelt. Es ist für Beobachtungen im mittleren infraroten Wellenlängenbereich ausgelegt. Nach vielen Jahren Betrieb mit zwei Teleskopen waren am 9. Juli 2003 erstmals drei Teleskope als Interferometer im Betrieb.
Die einzelnen Teleskope sind verfahrbar und können in unterschiedlichen Entfernungen aufgestellt werden. Um die dafür erforderlichen kompakten Abmessungen zu erzielen, sind die Spiegelteleskope sogenannte Pfund-Teleskope, bei denen ein Siderostat vor einem fest horizontal ausgerichteten Parabolspiegel sitzt. Die empfangenen Signale werden durch einen Überlagerungsempfänger in den HF-Frequenzbereich verschoben und elektronisch mit Techniken aus radioastronomischen Interferometern kombiniert. Die Teleskope können bis zu 70 m voneinander entfernt aufgestellt werden und damit eine Winkelauflösung von 0,003 Bogensekunden bei einer Wellenlänge von 11 µm erreichen.